# Tarasa cardenasii
Tarasa cardenasii är en malvaväxtart som beskrevs av Antonio Krapovickas. Tarasa cardenasii ingår i släktet Tarasa och familjen malvaväxter. Inga underarter finns listade i Catalogue of Life.